# 米沢高等工業学校
| 米沢高等工業学校 （米沢高工）           | 米沢高等工業学校 （米沢高工） |
| --------------------------------------- | ----------------------------- |
| 山形大学工学部内 旧米沢高等工業学校校舎 |                               |
| 創立                                    | 1910年                        |
| 所在地                                  | 山形県米沢市                  |
| 初代校長                                | 大竹多氣                      |
| 廃止                                    | 1951年                        |
| 後身校                                  | 山形大学工学部                |
| 同窓会                                  | 米沢工業会                    |

米沢高等工業学校（よねざわこうとうこうぎょうがっこう）は、かつて山形県米沢市にあった旧制専門学校（実業専門学校）。略称は「米沢高工」。

## 概要
工業技術の高度化を目指して1910年（明治43年）に設立された高等工業学校の一つ。第7の官立高等工業学校。創立時は本科（修業年限3年）に染織科・応用化学科の2科を設置していた。
第二次世界大戦中に米沢工業専門学校（米沢工専）と改称された。学制改革で新制山形大学工学部の母体となった。
同窓会は「社団法人 米沢工業会」と称し、旧制高工（工専）・新制工学部出身者合同の会となっている。

## 沿革

### 前史
- 1902年（明治35年）12月：山形県会、官立工専設置を要望する意見書を文部大臣・内務大臣に提出。
  - 山形県工業学校の官立移管がねらい。日露戦争による財政難で頓挫。
- 1905年（明治38年）12月：山形県会、再度官立工専設置を要望する意見書を提出。
- 1906年（明治39年）10月：山形県知事、文部大臣に工専創設費として10万円の寄附申し出。
- 1907年（明治40年）2月：米沢市長、文部大臣に学校敷地2万坪の寄附申し出。
  - 第23回帝国議会、米沢への高等工業学校創立費を議決。

### 米沢高等工業学校時代
- 1910年（明治43年）
  - 3月26日：勅令第66号文部省直轄諸学校官制改正により米沢高等工業学校設置。
  - 6月26日：米沢高等工業学校規則を公布（文部省令第16号）。
    - 本科（修業年限3年）に染織科（色染分科・機織分科）・応用化学科・機械科を設置。
    - 機械科の実際の開設は1913年4月。

  - 10月1日：第1回入学式、授業開始。
- 1911年（明治44年）
  - 1月：借上げ寄宿舎「致道館」開設。
  - 2月：致道館開寮式。
    - 寮歌『曙色動きて』発表（作詞：辻村鑑、作曲：田村虎蔵）。

  - 4月：学年始期を4月に変更。
- 1913年（大正2年）
  - 4月：機械科を開設。
  - 5月：染織科を分科：色染分科→色染科、機織分科→紡織科。
  - 7月：第1回卒業。
  - 9月29日：開校式を挙行。
- 1915年（大正4年）秋：桐生高等染織学校開設に伴い、色染科・紡織科の廃止問題勃発。
  - 関係者の存続運動により、1916年（大正5年）2月、存続決定。
- 1918年（大正7年）
  - 1月：構内に寄宿舎「白楊寮」開設。
  - 3月：借上げ寄宿舎「致道館」焼失。
- 1920年（大正9年）12月：専攻科設置運動勃発（専攻科は設置されず）。
- 1921年（大正10年）5月：山形高との第1回対抗戦。
  - 第1回種目は野球。
- 1922年（大正11年）4月：電気科を増設。
- 1924年（大正13年）2月：同窓会「米沢工業会」設立（1973年8月、社団法人化）。
- 1926年（大正15年/昭和元年）6月：校歌制定『誉の名君治めし勲』（作詞：土井林吉、作曲：松平信博）。
- 1929年（昭和4年）9月：自治蛍雪舎を借上げ、「松下寮」開設。
- 1935年（昭和10年）7月：寄宿舎「五色寮」開設。
- 1937年（昭和12年）8月：工業技術員養成科を設置（応用化学科、修業年限6ヶ月）。
- 1939年（昭和14年）
  - 3月：通信工学科を増設。
  - 4月：機械技術員養成科を設置（修業年限2年）。
- 1941年（昭和16年）12月：戦時措置による最初の繰上卒業。
- 1942年（昭和17年）4月：工作機械科を増設。

### 米沢工業専門学校時代
- 1944年（昭和19年）4月：米沢工業専門学校と改称。
  - 設置学科を改組。機械科 + 工作機械科 + 紡織科 → 機械科、応用化学科 + 色染科 → 化学工業科、通信工学科 → 電気通信科。電気科はそのまま。
- 1945年（昭和20年）6月：旧紡織科の機器を上田繊専に移管・搬送。
- 1946年（昭和21年）4月：色染科・紡織科が復活。
  - 上田繊専に移管した機器は1947年（昭和22年）8月、紡績科に返還。
- 1947年（昭和22年）
  - 1月：大学昇格校内準備委員会発足。
  - 5月：地方産業研究所を設置。前述の大学昇格校内準備委員会が工専大学昇格期成同盟会へと改称。
- 1948年（昭和23年）8月：新制山形大学創立委員会、第1回会合。
- 1949年（昭和24年）5月31日：国立学校設置法により、新制山形大学発足。
  - 旧米沢工専は、工学部（繊維工学科・応用化学科・機械工学科・電気工学科）の母体として包括された。
- 1951年（昭和26年）3月：旧制米沢工業専門学校、廃止。

## 歴代校長
- 校長事務取扱：針塚長太郎（1910年5月 - 1910年6月30日）
- 校長事務取扱：大竹多氣（1910年6月30日 - 1911年7月）
- 初代：大竹多気（1911年8月1日 - 1917年8月18日）
  - 桐生高等工業学校校長に転じた。
- 第2代：下山秀久（1917年8月18日 - 1923年3月）
- 第3代：柴田才一郎（1923年5月 - 1927年6月）
- 第4代：大場成実（1927年6月 - 1943年10月）
  - 前・明治専門学校校長
- 第5代：森平三郎（1943年10月 - 1949年5月）
- 第6代：大河内重助（1949年5月 - 1951年3月）

## 校地の変遷と継承
創設時に米沢市から寄附された米沢市城南の校地を廃止まで使用した。同校地は後身の山形大学工学部に引き継がれている。1910年7月竣工の旧制米沢高等工業学校本館は、1973年に国の重要文化財に指定された。米沢駅の現在の駅舎は、同本館を模したデザインとなっている。

## 著名な出身者
- 野崎源三郎 - 元埼玉県鴻巣市長、鴻巣市名誉市民

## 関連書籍
- 作道好男・江藤武人（編）　『山形大学工学部六十五年史』　財界評論新社、1974年。